# Ban Biao
Ban Biao (班彪, pronunciado Pan Piao, 3–54), fue un historiador chino y un prestigioso funcionario nacido en el actual Xianyang, durante la Dinastía Han. Fue sobrino de la consorte Ban, destacada poeta y concubina del Emperador Cheng Di. 
Ban Biao fue el autor inicial de Libro de Han, el cual fue culminado por su hijo Ban Gu y por su hija Ban Zhao, mientras su hermano Ban Chao, por ser un prestigioso general, contribuía con sus historias en la ampliación del Libro de los Han.